# Gheorghe Teodorescu
Gheorghe Teodorescu (1922 – 1978) è stato un cestista rumeno.

## Carriera
Con la Romania ha disputato i Campionati europei del 1947.